# Fairleigh Dickinson Knights
Fairleigh Dickinson Knights (español: los Caballeros de Fairleigh Dickinson) es el nombre de los equipos deportivos del campus metropolitano de la Universidad Fairleigh Dickinson, situado en Teaneck y Hackensack, Nueva Jersey. Los equipos de los Tigers participan en las competiciones universitarias organizadas por la NCAA, y forman parte de la Northeast Conference.

## Programa deportivo
Los Knights compiten en 7 deportes masculinos y en 10 femeninos:
| - Masculino - Baloncesto - Béisbol - Atletismo - Cross - Fútbol americano - Golf - Tenis | - Femenino - Cross - Baloncesto - Softball - Voleibol - Atletismo - Tenis - Golf - Esgrima - Bowling - Fútbol |

## Instalaciones deportivas
- Rothman Center es el pabellón donde disputan sus partidos los equipos de baloncesto y voleibol. Fue inaugurado en 1987 y tiene una capacidad para 5.000 espectadores.[1]
- Naimoli Family Baseball Complex es el estadio donde disputan sus encuentros el equipo de béisbol. Fue inaugurado en 2011 y tiene una capacidad para 500 espectadores.[2]